# Compendium ferculorum, albo Zebranie potraw
«Compendium ferculorum, albo Zebranie potraw» (с лат. и пол. — «Сбо́рник блюд») — кулинарная книга.
Написана Станиславом Чернецким, главным поваром при дворе дома Любомирских. Книга содержит более 300 рецептов, разделённых на три главы, около 100 рецептов в каждой. Это самая ранняя известная кулинарная книга на польском языке, впервые издана в 1682 году. Чернецкий посвятил книгу княгине Елене Любомирской.
Главы книги посвящены соответственно мясным, рыбным и другим блюдам, каждая завершается «секретом шеф-повара». Кулинарный стиль Чернецкого, как видно из его книги, был типичен для богатой кухни польского барокко, которая всё ещё имела в значительной степени средневековый вид, но постепенно воспринимала новые кулинарные вкусы, пришедшие из Франции. Он характеризовался обильным использованием уксуса, сахара и экзотических специй, а также предпочтением зрелищности экономности.
Книга несколько раз переиздавалась в течение XVIII и XIX веков, иногда под новыми названиями, и оказала большое влияние на развитие польской кухни. Она также послужила источником вдохновения для изображения древнепольского пира в польском национальном эпосе «Пан Тадеуш».

## Предыстория

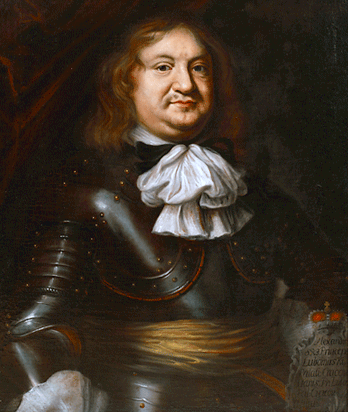
Князь Александр Михаил Любомирский, при дворе которого был написан «Compendium ferculorum»

Чернецкий был дворянином, служившим трём поколениям магнатского дома князей Любомирских в качестве управляющего имуществом и шеф-повара. Он начал свою службу в 1645 году при Станиславе Любомирском, с 1649 года служил у его старшего сына Александра Михаила Любомирского, затем у его внука, Юзефа Кароля Любомирского. Хотя книга Чернецкого была впервые опубликована в 1682 году, она должна была быть завершена до смерти Александра Михаила Любомирского в 1677 году.
Первая публикация «Compendium ferculorum» появилась спустя три десятилетия после того, как французская поваренная книга под названием «Le Cuisinier françois» (рус. «Французский повар») 1651 года Франсуа Пьера де ла Варена положила начало кулинарной революции, которая распространилась по Европе во второй половине XVII века. В этой новой волне французской гастрономии экзотические специи были в значительной степени заменены домашними травами, чтобы подчеркнуть натуральный вкус продуктов. Польские магнаты часто нанимали себе французских поваров, а некоторые также держали копии «Le Cuisinier françois» в своих библиотеках (включая короля Яна III Собеского, который был женат на француженке Марии д’Аркьен). «Compendium ferculorum», написанная на польском языке и пропагандирующая традиционную домашнюю кухню, которая в значительной степени сохраняла средневековый вид, можно рассматривать как ответ Чернецкого на натиск кулинарного космополитизма.

## Содержание

### Название
Хотя книга полностью написана на польском языке, она имеет двуязычное латинско-польское название. «Compendium ferculorum» и «zebranie potraw» означают «сборник блюд» на латыни и польском языке соответственно; к ним присоединяется польский союз «albo» — «или».
Произведение начинается с посвящения Чернецкого своей «самой благотворительной даме и благодетельнице», княгине Елене Текле Любомирской, урождённой Оссолинской, воспоминаниям о знаменитом банкете, устроенном папе Урбану VIII её отцом, князем Ежи Оссолинским, во время его дипломатической миссии в Риме в 1633 году. Миссия была известна своей показной роскошью, призванной продемонстрировать величие и процветание Речи Посполитой, вплоть до того, что князь намеренно оснастил своего коня золотыми подковами только для того, чтобы потерять их при торжественном въезде в Вечный город. В посвящении, в котором Чернецкий указал, что он уже 32 года служил дому Любомирских, также упоминаются Александр Михаил Любомирский и его сын Юзеф Кароль Любомирский, с пожеланиями всей семье крепкого здоровья.
Автор прекрасно знал, что это была первая кулинарная книга на польском языке, что он и разъяснил в посвящении: «Поскольку до меня никто ещё не желал представить миру такие полезные знания на нашем польском языке, — писал он в своей вступительной строке, — я осмелился, … несмотря на свою неумелость, я хочу предложить миру мой compendium ferculorum, или сборник блюд». Польский библиограф Кароль Эстрейхер утверждал, что «Compendium ferculorum» предшествовал «Kuchmistrzostwo» (рус. Кулинарное мастерство), польский перевод XVI века чешской кулинарной книги «Kuchařství» (рус. Кулинария), написанной Бавором Родовским в 1535 году. Однако никаких копий этого предполагаемого перевода не сохранилось, за исключением для факсимиле двух фолиантов, опубликованных в 1891 году, подлинность которых не установлена[2]. Как бы то ни было, работа Чернецкого, без сомнения, является старейшей известной поваренной книгой, изначально изданной на польском языке[2].

### Инвентарь
В начале книги проводится подробная инвентаризация продуктов питания, посуды, а также кухни и официантов, необходимых для проведения банкета. Список продуктов питания начинается с мяса, включая сельскохозяйственных животных и разнообразной дичи, от пуночки до дрофы. За различными видами круп и макарон следует перечень фруктов и грибов, которые могут быть как свежими, так и сушеными. Список овощей включает в себя, ныне почти забытые кардун, топинамбур и кервель с корнями репы. В раздел «пряности» входят не только шафран, чёрный перец, имбирь, корица, гвоздика, мускатный орех и тмин, которые обильно использовались в кулинарии Чернецкого, но и сахарная пудра, рис, изюм, цитрусовые (лимоны, лаймы и апельсины) и даже копченый окорок и копченый говяжий язык, которые также использовались в качестве приправ[2].

### Советы
Далее автор представляет свои взгляды и советы относительно роли кухмистра, или «шеф-повара». Чернецкий явно гордился своей ролью шеф-повара, которую он понимал как объединение ролей художника и наставника для молодых поваров[2]. По его словам, хороший повар должен быть «ухоженным, трезвым, внимательным, верным и, главное, благосклонным к своему господину».
Повар должен быть опрятным, с хорошей шевелюрой, хорошо причесанной, короткой сзади и по бокам; у него должны быть чистые руки, подстрижены ногти, он должен носить белый фартук; он не должен быть сварливым, он должен быть трезвым, покорным, бойким; у него должно быть хорошее понимание вкуса, хорошее знание ингредиентов и посуды, а также готовность обслужить всех.
Чернецкий завершает эти вступительные замечания предостережением против посыпания пищи панировочными сухарями и обещанием сосредоточиться на «старопольских блюдах», чтобы дать читателю возможность попробовать местную кухню, прежде чем перейти к иностранным деликатесам.

### Структура
Основная часть книги имеет хорошо продуманную структуру. Она разделена на три главы, каждая из которых содержит сто пронумерованных рецептов, за которыми следует приложение (дополнение) из десяти дополнительных пронумерованных рецептов и дополнительный специальный рецепт, называемый «секретом шеф-повара» (секрет кухмистра). Таким образом, каждая глава состоит из 111 рецептов, всего 333. Первая глава, открывающаяся рецептом «польского бульона» (пол. rosół polski), посвящена мясным блюдам. Второй содержит рецепты рыбных блюд, в том числе рецепт «бобрового хвоста», который считался рыбой в соответствии с католическим диетическим законом. Последняя глава более разнообразна и содержит рецепты молочных блюд, пирогов и пирожных, а также супов (которые исключены из названия главы).
|                    | Глава 1 | Глава 2                                                                 | Глава 3                                                    |
| ------------------ | --- | ----------------------------------------------------------------------- | ---------------------------------------------------------- |
| Начало             | 16 видов бульонов (перечислены без рецептов и не включены в общее количество)                                     | 5 рецептов густых соусов к рыбным блюдам (не входят в общее количество) |                                                            |
| Основная часть     | 100 рецептов мясных блюд                                                                                          | 100 рецептов рыбных блюд                                                | 100 рецептов молочных блюд, пирогов, тарталеток и пирожных |
| Приложение         | 10 рецептов французских похлебок и холодных закусок; 10 рецептов приправ к жаркому (не входят в общее количество) | 10 рецептов маринадов для рыбы, улиток, черепах, устриц и трюфелей      | 10 рецептов мясных деликатесов, копченой рыбы и горчицы    |
| Секреты шеф-повара | Целый каплун в бутылке                                                                                            | Целая щука частично обжаренная, частично варёная и частично запеченная  | Отвар с жемчугом и золотая монета для выздоравливающих     |
| Общее количество   | 100 + 10 + 1 | 100 + 10 + 1                                                            | 100 + 10 + 1                                               |
| Общее количество   | 333 |                                                                         |                                                            |

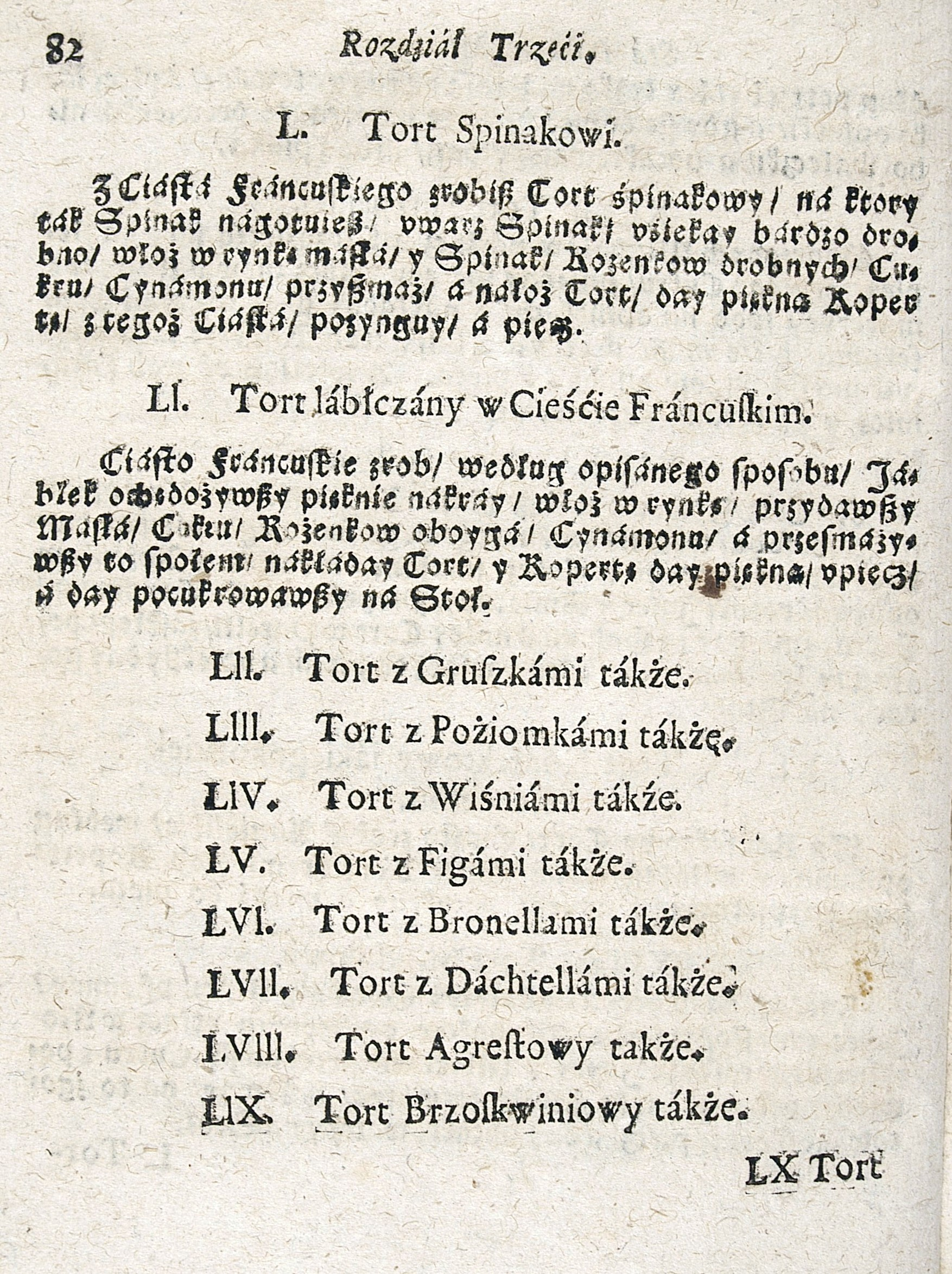
Страница 82 издания 1682 года. Рецепт № 51 (LI), для яблочного пирога, следует несколько пронумерованных заголовков, намекающих на другие возможные начинки для пирога, но без каких-либо реальных рецептов

Реальное количество рецептов отличается от заявленного автором. С одной стороны, под одним пронумерованным заголовком может быть несколько рецептов. Например, под номером 4 в главе 1 есть три разрозненных рецепта: один для тушеного мяса в шафрановом соусе, один для густого соуса из протертых овощей и один для отварных тефтелей, а также совет добавлять изюм только в те блюда, которые должны быть сладкими. Глава 2 начинается с пяти ненумерованными рецептами соусов для рыбы. С другой стороны, некоторые из пронумерованных заголовков не сопровождаются каким-либо фактическим рецептом, а служат только для повторения того, что различные блюда могут быть приготовлены с использованием одной и той же базовой техники. Например, в главе 3 за рецептом яблочного пирога из слоеного теста следуют одиннадцать пронумерованных заголовков, в которых говорится: «грушевый пирог аналогично», «пирог с лесной клубникой аналогично», «кисло-вишневый пирог аналогично» и так далее для инжира, чернослива, финика, крыжовника, персика, сливы, смородины и айвы.

## Подход

### Написание
Инструкции в «Compendium ferculorum» кратки и часто расплывчаты, в них отсутствуют такие элементы современных кулинарных рецептов, как списки используемых ингредиентов, размеры или пропорции, а также время приготовления. Стоит полагаться на то, что их должен использовать профессиональный повар, а не человек с небольшим кулинарным опытом. Типичен в этом отношении рецепт тушеного мяса в шафрановом соусе, приведенный ниже.

Возьми рябчика или куропатку, мелких птиц или голубей, каплуна или телятину, или какое [мясо] ты хочешь, замочи в воде, положи в кастрюлю, посолить, доведи до кипения, обвалять, снова залей бульоном, добавь петрушку. При закипании добавь густой соус, уксус, сахар, шафран, перец, корицу, оба вида изюма, лайм, доведи до кипения и подавай в миске, добавь бульон и петрушку. В конце налей уксуса, добавь сладости, шафрана, перца, корицы, вертелов тех и других, лайма и положи в миску.
Все рецепты написаны в повелительном наклонении от второго лица единственного числа, грамматической форме, которая не использовалась бы для обращения к человеку высокого ранга. Инструкции, скорее всего, предназначались для чтения шеф-поваром или одним из старших поваров младшим работникам кухни, которые должны были их выполнять. Этот стиль контрастирует с менее прямым, безличным способом обращения к читателю, характеризующимся инфинитивными глагольными формами, используемыми в польских поваренных книгах 19-го века.

### Готовка
Кулинарный стиль Чернецкого, представленный в его книге, характеризуется аристократической щедростью, пышностью барокко и пламенными сочетаниями контрастных вкусов. Когда дело доходит до расходов, автор предостерегает как от расточительства, так и от ненужной бережливости

Согласно старой пословице, лучше понести убыток на талер, чем смущение на пол-копейки; умелый повар должен помнить об этом, чтобы не позорить своего господина глупой скупостью.

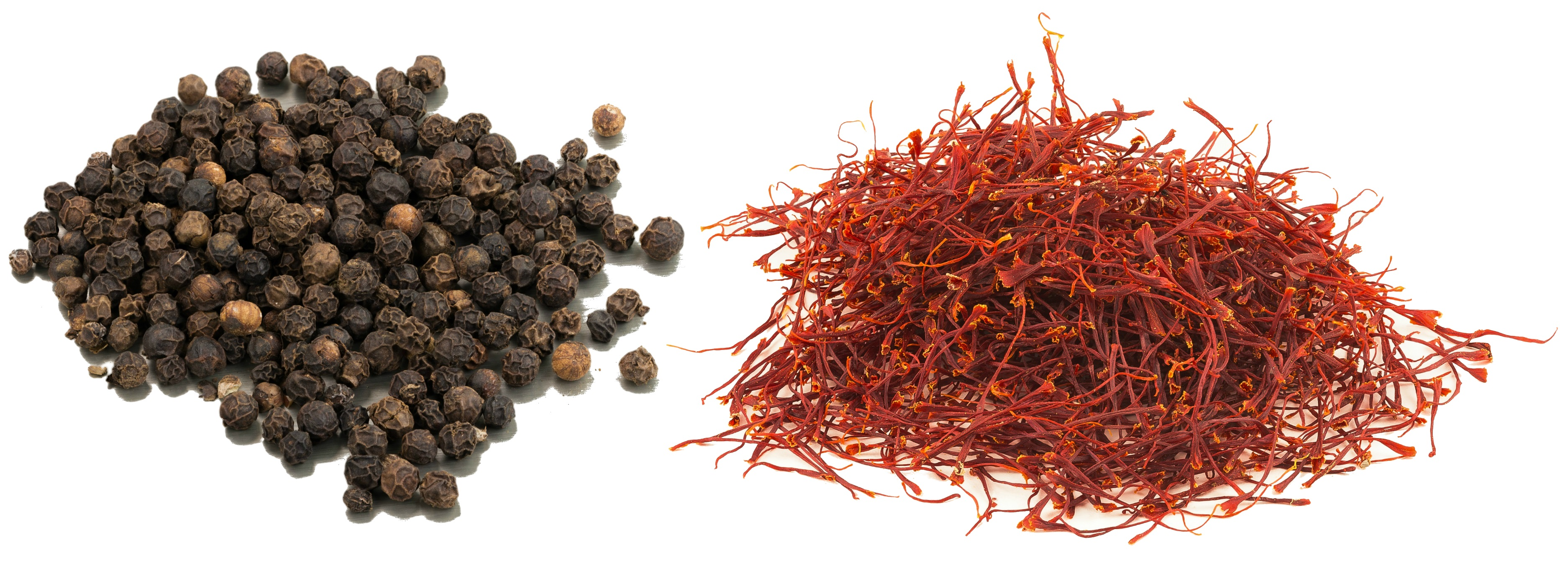
Чёрный перец горошком (слева) и шафрановые нити. Чернецкий охарактеризовал польские блюда как «шафрановые и острые».

Банкет должен был ошеломить гостей роскошью и выставить напоказ богатство и щедрость хозяина. Обильное использование дорогих специй было одним из способов добиться этого. В большинство блюд килограммами добавляли чёрный перец, имбирь, шафран, корицу, гвоздику и мускатный орех. Чернецкий причислил сахар к специям и использовал его как таковой; его книга содержит несколько рецептов десертов, но сахар широко используется в рецептах мясных, рыбных и яичных блюд. Уксус также использовался в больших количествах. Такое сочетание чрезмерно пикантного, сладкого и кислого вкусов, которые современные поляки, вероятно, сочли бы несъедобными, было типично для старопольской кухни, которую Чернецкий назвал «шафранно-острой».
Блюдо, которому удавалось озадачить или удивить посетителей, считалось величайшим достижением кулинарного мастерства. «Секреты», раскрытые в конце каждой главы, дают примеры таких рецептов. Один для каплуна в бутылке: хитрость заключалась в том, чтобы снять кожу с птицы, поместить кожу в бутылку, наполнить её смесью молока и яиц и опустить бутылку в кипящую воду. По мере того как смесь расширялась при нагревании, создавалась иллюзия того, что целый каплун помещается в бутылку. Ещё один «секрет» — рецепт неразделанной щуки с жареной головой, запеченным хвостом и отварной серединой; это было сделано, жаря рыбу на вертеле, поливая её голову маслом и посыпая мукой, а также поливая соленым уксусом ткань, обернутую вокруг средней части. Последний рецепт — отвар, сваренный с ниткой жемчуга и золотой монетой, который должен был исцелять больных и «отчаявшихся о своем здоровье».
Целью Чернецкого было представить то, что он назвал «старопольскими блюдами», в отличие от иностранных рецептов. Однако на протяжении всей книги он ссылался на иностранные влияния, особенно на французскую кухню и на то, что он называл «имперской кухней», то есть на кулинарные стили Богемии и Венгрии, которые в то время были частью империи Габсбургов. Он проявляет двойственное отношение к французской кухне; с одной стороны, он отвергает французские потажи или крем-супы как чуждые польской культуре и критикует использование вина в кулинарии. «Всякое блюдо можно приготовить без вина, — писал он, — достаточно приправить его уксусом и сладостью». С другой стороны, Чернецкий дает рецепты супов, блюд, приправленных вином, а также других французских кулинарных новинок, таких как слоёное тесто (до сих пор известное в Польше как «французское тесто»), утверждая, что опытный повар должен уметь угостить иностранных гостей блюдами собственной кухни. На самом деле автор включил больше французских рецептов, что он был готов признать; даже «секретный» рецепт каплуна в бутылке был адаптирован из аналогичного рецепта, найденного в «Le cuisinier françois».

## Наследие

### Кулинария
Спустя более века после своего первого издания «Compendium ferculorum» оставался единственной печатной кулинарной книгой на польском языке. Только в 1783 году была издана новая кулинарная книга на польском языке — «Kucharz doskonały» (рус. «Совершенный повар») Войцеха Велондко. Его первое издание было не более чем сокращенным переводом популярной французской поваренной книги Менона «La cuisinière bourgeoise» (рус. «Городская повариха»), впервые опубликованной в 1746 году. Однако одна часть «Kucharz doskonały» была основана непосредственно на работе Чернецкого. Веледко решил не переводить глоссарий кулинарных терминов, включенный в книгу Менона; вместо этого он приложил к поваренной книге свой собственный глоссарий, в котором объяснялись кулинарные термины (а в некоторых случаях цитировались целые рецепты), найденные в «Compendium ferculorum». Таким образом, «Kucharz doskonały» соединил французскую кухню, которая тогда ворвалась в моду в Польше, со старопольской кухней, примером которой является книга Чернецкого. В третье издание, вышедшее в 1800 году, Велендко включил ещё больше проверенных временем польских и немецких рецептов, создав смесь национальных кулинарных традиций и новой французской кухни и тем самым заложив основу современной польской кулинарии.

### Литература

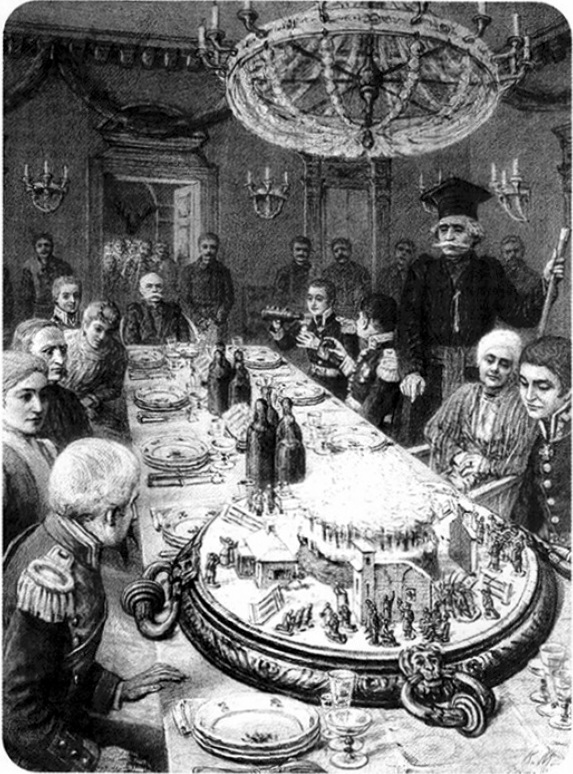
Казимеж Мрувчинский, Центральный шедевр Сопликово — иллюстрация к 12-й книге Пана Тадеуша (1898 год)

## История публикаций
Оригинальное издание 1682 года было единственной публикацией кулинарной книги Чернецкого при его жизни. Однако после его смерти «Compendium ferculorum» переиздавался около 20 раз до 1821 года. Некоторые из более поздних изданий были опубликованы под новыми названиями, что отражало расширение целевой аудитории.
Второе издание, вышедшее в 1730 году, было очень похоже на первое, лишь с небольшими изменениями. Оба издания были напечатаны шрифтом blackletter и в формате quartobook; более поздние издания были напечатаны прямым шрифтом и в октаво.
Третье издание, вышедшее в Вильно (ныне Вильнюс, Литва) в 1744 году, было первым, напечатанным за пределами Кракова. Это было также первое издание, получившее новое название «Stół obojętny, to jest pański, a oraz i chudopaholski» (рус. «Безразличный стол», то есть «И господский, и обычный»). Сандомирское издание 1784 года под последним названием было дополнено сорока новыми рецептами соусов, имбирных пряников, уксуса и других приправ. Это дополнение, скопированное из «Compendium medicum» (рус. «Врачебный сборник»), популярного польского медицинского справочника XVIII века, отличалось как по стилю написания, так и по стилю приготовления от оригинальной работы Чернецкого и больше не появлялось в последующих изданиях.
Издания первой четверти XIX века, изданные в Варшаве и Бердичеве, используют ещё одно название: «Kucharka miejska i wiejska» (рус. «Городская и сельская повариха»). Эти изменения в названии указывают на то, что стиль приготовления пищи, продвигаемый шеф-поваром Любомирских, первоначально связанный с изысканной едой при дворе магнатов, в конечном итоге стал частью кулинарного репертуара домохозяек в городах и сельской местности по всей Польше.
Возобновление народного интереса к старопольской кухне привело к тому, что на рубеже XXI века были сделаны переиздания, в том числе ограниченное библиофильское издание из 500 пронумерованных томов в кожаных переплетах, опубликованное в 2002 году в Енджеюве. В 2009 году Вилянувский дворец-музей в Варшаве опубликовал критическое издание с обширным введением историка кулинарии Ярослава Думановского, в котором рассказывается о жизни и творчестве Чернецкого.

### Список публикаций

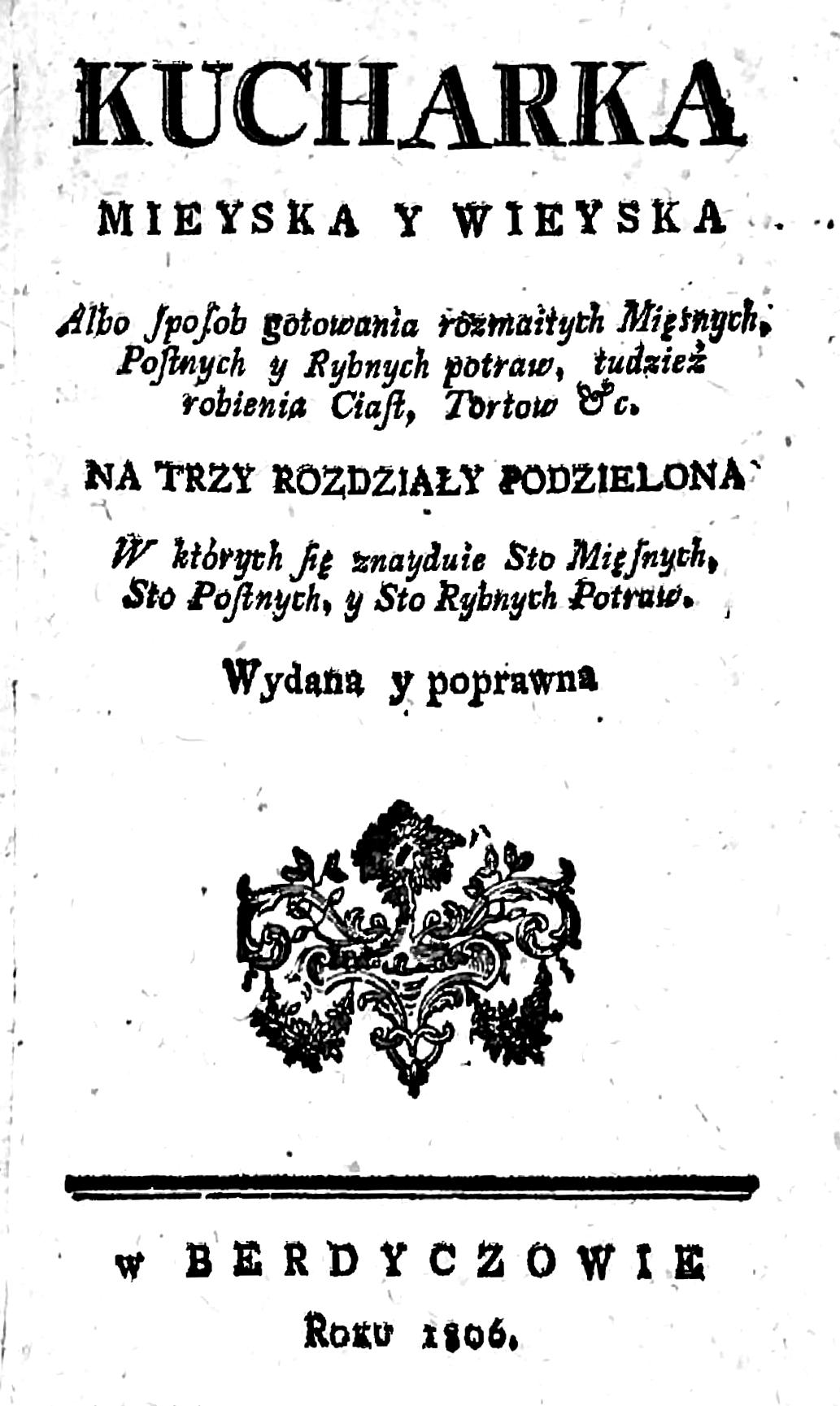
Титульный лист кулинарной книги Чернецкого издания 1806 года под новым названием «Kucharka miejska i wiejska»

- Czerniecki, Stanisław. Compendivm fercvlorum, albo zebranie potraw, przez vrodzonego Stanisława Czernieckiego J.K.M. Sekretarza, A Jaśnie Wielmożnego Jego Mości Pana Alexandra Michała Hrabie na Wiśniczu y Jarosławiu Lvbomirskiego, Woiewody Krakowskiego, Sandomirskiego, Zatorskiego, Niepołomskiego, Lubaczewskiego, Ryckiego &c. &c. Starosty Kuchmistrza Ad vsum publicum napisane. — Kraków : Drukarnia Jerzego i Mikołaja Schedlów, 1682.[52]
- Czerniecki, Stanisław. Compendivm fercvlorum..... — Kraków : Drukarnia Jakuba Matyaszkiewicza, 1730.[52]
- Czerniecki, Stanisław. Stół obojętny, to iest, pański, a oraz y chudopacholski, abo sposób gotowania rozmaitych potraw według smaku y upodobania, tak względem bogatych, iako też ubogich traktamentów..... — Wilno : Drukarnia Akademicka, 1744. (2nd ed. 1775, 3rd ed. 1782, 4th ed. 1788)[52]
- Czerniecki, Stanisław. Compendivm fercvlorum..... — Kraków : Drukarnia Sebastyana Hebanowskiego, 1753.[52]
- Czerniecki, Stanisław. Compendivm fercvlorum..... — Lwów, 1755. (2nd ed. 1757, OCLC 82733508)[52]
- Czerniecki, Stanisław. Stół obojętny..... — Sandomierz : Drukarnia J.K.Mci y Rzeczypospolitej, 1784. Enlarged with 40 additional recipes.[52]
- Czerniecki, Stanisław. Kucharka mieyska y wieyska Albo sposób gotowania rozmaitych Mięsnych, Postnych y Rybnych potraw, tudzież robienia Ciast, Tortów &c. na trzy rodziały podzielona, W których się znayduie Sto Mięsnych, Sto Postnych, y Sto Rybnych Potraw. — Warszawa, 1800. (2nd ed. 1804, 3rd ed. 1806 in Berdyczów, 4th ed. 1811, 5th ed. 1816, 6th ed. 1821)[19]
- Czerniecki, Stanisław. Compendium ferculorum albo Zebranie potraw. — Kraków : Collegium Columbinum, 1999. — Vol. 24. — ISBN 978-83-87553-13-5. (2nd ed. 2004)
- Czerniecki, Stanisław. Compendium ferculorum..... — Jędrzejów : Poligrafia, 1999. — ISBN 978-83-91041-32-1. Limited bibliophile edition.[51]
- Czerniecki, Stanisław. Compendium ferculorum albo Zebranie potraw. — Warszawa : Muzeum Pałac w Wilanowie, 2009. — Vol. 1. — ISBN 978-83-60959-01-5. (2nd ed. 2010, 3rd ed. 2012)[53]
- Czerniecki, Stanisław. Compendium ferculorum albo Zebranie potraw. — Warszawa : Graf_ika, 2012. — ISBN 978-83-61889-69-4. Photo-offset reprint of the 1682 edition.
- Czerniecki, Stanisław. Compendium ferculorum or Collection of Dishes :  [англ.]. — Warszawa : Muzeum Pałac w Wilanowie, 2014. — ISBN 978-83-63580-40-7.[53]

### Переводы
В конце XVII века «Compendium ferculorum» был анонимно переведен на русский язык как «Поваренная книга». Этот перевод никогда не публиковался и известен только по рукописи, хранящейся в Российской государственной библиотеке в Москве (другая рукопись русского перевода работы Чернецкого, возможно, хранится в Российской национальной библиотеке в Санкт-Петербурге). В 2014 году была опубликована англоязычная версия издания Wilanów; также планируется публикация французского перевода.

## Комменатрии
1. ↑  пол. Pani i Dobrodziejce swojej Wielce M[iłoś]ciwej.
2. ↑  пол. Iż jeszcze dotąd naszym językiem polskim tak potrzebnej rzeczy żaden przede mną nie chciał pokazać światu, odważyłem się ja, abym ... przy nieudolności mojej uczyniwszy Compendium ferculorum abo zebranie potraw, polskiemu prezentował światu.
3. ↑  пол. ochędożony, trzeźwy, czujny, wierny, a nade wszystko panu swemu życzliwy i prędki.
4. ↑  пол. Według starej przypowieści, lepiej mieć za taler szkody, niżeli za pół grosza wstydu, na to umiejętny kuchmistrz pamiętać powinien, żeby głupim skępstwem panu swemu wstydu nie uczynił.
5. ↑  пол. szafrannemi, pieprznemi.
6. ↑  пол. już o zdrowiu desperujących.
7. ↑  пол. może być każda potrawa bez wina nagotowana, tylko wygodzić octem a słodkością.
8. ↑  пол. ciasto francuskie.
9. ↑  пол. starej obdartej książki.